# Болгарська комуністична партія
Болгарська комуністична партія (БКП, болг. Българска комунистическа партия) — політична партія, що керувала Народною Республікою Болгарія в 1946–1990 роках.
Заснована 1919 року як наступник БРСДП.
3 квітня 1990 року було прийняте рішення про перейменування на «Болгарська соціалістична партія». Існують також інші болгарські комуністичні партії, які, проте не є наступниками БКП.

## Історія
У серпні 1891 на Бузлуджанському з'їзді під керівництвом революціонера-марксиста Д. Влагоєва було створено Болгарську соціал-демократичну партію (БСДП) і тим самим закладено основи БКП. У результаті гострої ідейної боротьби між представниками революційного ядра партії, очолюваного Д. Благоєвим та Г. Кирковим, і «общедельцями» — в 1903 році відбувся розкол БСДП на «тісних» соціалістів, або «тісняків» — Болгарська робітнича соціал-демократична партія (тісних соціалістів) БРСДП (т.с.), і «широких».
З початком Першої Світової війни «тісняки» стали на інтернаціоналістичні позиції. У 1919 БРСДП (т.с.) вийшла з 2-го Інтернаціоналу і взяла участь у створенні Комінтерну; з цього часу вона стала називатися Болгарською комуністичною партією (БКП).
У 1923 Партією було підготовлене Вересневе повстання.
16 квітня 1925 року, під час урочистостей у соборі Свята Неділя у Софії Воєнна організація Болгарської комуністичної партії організувала вибух, який призвів до загибелі великого числа віруючих.
В умовах диктатури 1927 року, з метою використання законних методів боротьби, створена Робітнича партія (РП) під загальним керівництвом БКП.
У 1920–1930-ті партія провела чистку своїх лав.
У 1938–1939 БКП і РП об'єдналися в єдину Болгарську робітничу партію (БРП) на чолі з Григорієм Димитровим і В. Коларовим.
Під час Другої Світової війни у 1942 році з ініціативи і під керівництвом БКП було створено Вітчизняний фронт (ВФ), що об'єднував усі антифашистські сили країни. Наступ Радянської Армії на Балканах викликав у Болгарії велике піднесення. Болгарський народ у вересні 1944 повстав проти монархо-фашистської диктатури і повалив її. У створеному уряді Вітчизняного фронту болгарські комуністи відігравали провідну роль. В країні встановився народно-демократичний лад, здійснено широкі демократичні перетворення; Болгарія стала на шлях соціалізму. Після 9 вересня 1944 партія стала називатись Болгарською робітничою партією (комуністів) — БРП(к).
У серпні 1948 відбулося об'єднання БРП(к) і БРСДП на основі ідейних принципів марксизму-ленінізму. V з'їзд БРП(к) у грудні 1948 перейменував партію на Болгарську комуністичну партію (БКП), прийняв 5-річний план розвитку народного господарства (1949—1953). Програма індустріалізації і електрифікації країни, кооперування й механізації сільського господарства, культурної революції. 2-гий п'ятирічний план (1953—1957), затверджений VI з'їздом партії в лютому—березні 1954. Квітневий пленум ЦК БКП (1956), схвалив рішення XX з'їзду КПРС. Болгарія серед європейських країн народної демократії досягла найбільших успіхів у кооперуванні с-г. (близько 92 % земель, станом на 1958), країна перетворена на індустріально-аграрну.
БКП брала активну участь в роботі Інформбюро компартій, в Нараді представників комуністичних і робітничих партій в Москві (1957), в Нараді комуністичних і робітничих партій соціалістичних країн Європи по обміну досвідом в розвитку сільського господарства (1960).
Організаційно було задекларовано побудову БКП на засадах демократичного централізму, як і ряду інших компартій. Вищий орган — з'їзд; між з'їздами — Центральний коміт (ЦК). Існували окружні, міські, общинні і первинні організації партії. БКП налічувала на 1958 рік в своїх лавах 484,3 тис. членів і кандидатів. Центральний друкований орган — газета «Работническо дело», теоретичний орган — часопис «Ново време».

## Керівники партії
- до травня 1919 — Георгі Кірков
- травень 1919 — грудень 1922 — Васіл Коларов
- грудень 1922 — ? — Хрісто Кабакічєв
- грудень 1948 — серпень 1949 — Георгій Дімітров
- січень 1950 — березень 1954 — Влко Чєрвєнков
- березень 1954 — листопад 1989 — Тодор Живков
- листопад 1989 — лютий 1990 — Петр Младенов

### Болгарська соціалістична партія
- лютий 1990 — грудень 1991 — Олександр Лілов
- грудень 1991 — ? — Жан Вєдєнов
- 1996—2001 — Георгій Парванов
- 2001 —  — Станішев Сергій